# Dornier Do 27
Dornier Do 27 je njemački višenamjenski zrakoplov s STOL karakteristikama, zastupljen i u vojnoj i u civilnoj službi.

## Tehničke karakteristike (Do 27Q-5)
Izvori podataka: Macdonald Aircraft Handbook
Osnovne karakteristike
- posada: 1/2
- dužina: 9,6 m
- raspon krila: 12 m
- površina krila: 19,4 m2
- visina: 2,8 m

Letne karakteristike
- motor: 1 x Lycoming GO-480-B1A6